# کالین کمرر
کالین فارل کمرر (به انگلیسی: Colin Farrell Camerer) (متولد ۴ دسامبر سال ۱۹۵۹) پژوهشگر و استاد اقتصاد و فاینانس رفتاری در مؤسسه فناوری کالیفرنیا (Caltech) است.